# بدبوگرازها
بدبوگرازها (نام علمی: Pecari) نام یک سرده از زیرراسته گرازسانیان است.